# 염파

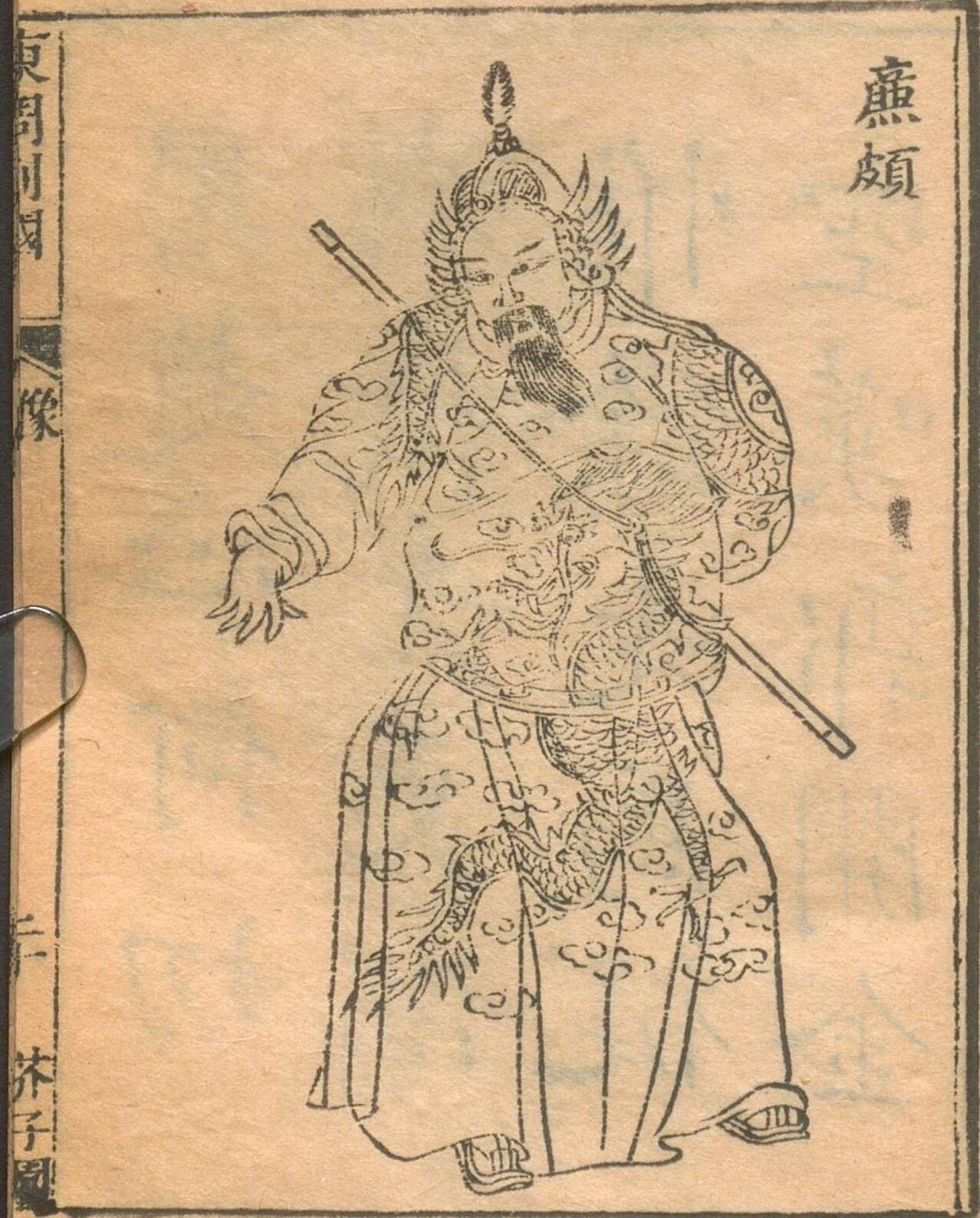
염파

염파(廉頗, ? ~ ?)는 중국 전국시대 조나라(趙)의 장군이다.
조나라 말기에 활약한 대표적인 장군 중 한 사람이다. 신평군(信平君)의 칭호를 받았다. 같은 시대에 활약한 조나라의 재상 인상여(藺相如)와의 교우는 "문경지교(刎頸之交)"라는 고사의 유래가 되기도 하였다.

## 생애

### 제나라와의 전쟁
기원전 283년(혜문왕 16), 염파는 장수가 되어 제나라(齊)를 공격하여 석양(昔陽) 혹은 양진(陽晋, 지금의 산동성)을 함락시켰으며 그 공으로 상경(上卿)에 임명되었다. 이 일로 인하여 그의 용맹함이 제후들 사이에서 널리 알려졌다.
기원전 279년(혜문왕 20), 염파는 제나라를 공격하였다.

### 문경지교
그 해(기원전 279)에 조 혜문왕이 진 소양왕과 서하(西河)에서 회담하였다. 이때에 염파는 인상여와 함께 진나라 왕을 만나기를 두려워하던 혜문왕을 설득하여 회담을 성사시켰고, 또한 회담을 위해 서하 바깥 민지(澠池)로 떠나려는 혜문왕을 국경까지 전송하면서 "30일이 지나도록 돌아오지 않으시면 태자를 왕으로 옹립하여 진나라의 기대를 끊도록 해주십시오."라 간하여 허락을 받기도 하였다.
이후 인상여는 혜문왕을 따라 민지 회담에 참석하여 큰 공을 세우고는 상경에 임명되었는데, 그 지위가 염파보다 높았다. 염파는 전쟁터에서 공을 세운 자신보다 말만 잘하는 인상여가 더 높은 지위에 있다며 불만을 품고는 "내가 인상여를 만나면 반드시 욕을 보이리라."라 하였다. 이 말을 들은 인상여는 언제나 염파를 피해다녔는데, 인상여의 사인들은 염파와 같은 반열에 있는 인상여가 그를 두려워해서 피한다고 생각하고는 크게 실망하여 그를 떠나겠다고 말하였다. 그러자 인상여는 진나라 왕도 겁내지 않은 자신이 염파를 겁내겠느냐고 반문하고는 말하였다.
"내가 생각하기에 강한 진나라가 감히 조나라에 대해 군대를 움직이지 못하는 까닭은 오직 우리 두 사람이 있기 때문이다. 지금 호랑이 두 마리가 한데 어울려 싸우면 모두 살아남지 못한다. 내가 그렇게 한 것은 나라의 급한 일이 먼저이고 사사로운 원한은 나중이기 때문이다."
염파는 이 말을 듣고는 웃통을 벗고 가시나무를 등에 진 채 인상여의 집 문에 이르러 사죄하며 "이 비천한 자가 장군께서 이토록 너그러우신 줄 몰랐습니다."라 말했다. 마침내 두 사람은 서로를 좋아하게 되어 목을 내놓아도 아깝지 않을 우정을 나누었다. 여기서 "문경지교(刎頸之交)" 혹은 "문경지우(刎頸之友)"라는 고사성어가 유래하였다.

### 위나라와의 전쟁
기원전 276년(혜문왕 23), 누창(樓昌)이 장수가 되어 위나라(魏)의 기(幾)를 공격하였으나 빼앗지 못하였다. 그러자 염파가 대신 파견되어 이를 빼앗았다.
기원전 275년(혜문왕 24), 염파는 위나라를 공격하여 방자(房子)를 공격해 함락시키고는 성을 쌓고 돌아왔으며 다시 안양(安陽)을 공격하여 빼앗았다.

### 진나라와의 전쟁
기원전 270년(혜문왕 29), 진나라(秦)의 군대가 한나라(韓)를 공격하기 위하여 조나라의 연여(閼與)를 공격했다. 혜문왕이 염파에게 이를 구할 수 있겠느냐고 묻자, 염파가 "길이 멀고 험하고 좁아서 구하기 어렵습니다"라 하였다. 다른 장수인 악승(樂乘)도 같은 말을 하였다. 그러나 또다른 장수인 조사(趙奢)가 "그곳은 길이 멀고 험하고 좁은 곳이라 비유하자면 두 마리의 쥐가 좁은 구멍 안에서 싸우는 것과 같으므로 용감한 자가 이깁니다."라 하였으니, 곧 출정하여 진나라 군대를 물리쳤다. 이후 연여에서 패한 진나라가 방향을 바꾸어 위나라의 기(幾)를 공격하자 염파가 이를 구원하고 진나라 군대를 크게 무찔렀다.
기원전 262년(효성왕 4), 진나라의 공격을 받고 있던 한나라의 상당(上黨)이 결국 조나라에 투항할 의사를 전달하였다. 평양군 조표(趙豹)는 이것이 진나라의 침공을 조나라로 돌리려는 한나라 측의 계책이라고 주장하였으나, 조 효성왕은 이를 무시하고 상당을 취하였다. 《사기》 연표에 따르면, 이후 기원전 261년(효성왕 5)부터 염파가 장평(長平)에 파견되어 진나라 군대를 막아냈다. 이듬해인 기원전 260년(효성왕 7), 4월에 진나라의 왕흘(王齕)이 쳐들어와 상당을 빼앗자 그 인민들이 조나라로 달아났다. 이때에 이르러 조나라를 뒷받침해왔던 인상여는 병들어 있었고, 또다른 명장 조사는 죽은 후였다. 때문에 이후로도 염파가 장평에서 진나라 군대와 대치하였다.
진나라 군대는 공세를 펼쳐서 6월에는 조나라의 군영을 함락시켜서 두 개의 보루를 빼앗고 네 명의 교위를 사로잡았다. 또한 7월에는 진나라가 조나라의 보루를 공격하여 교위 둘을 사로잡았다. 그러나 염파는 흔들리지 않고 함부로 나가 싸우는 것을 피하면서 보루를 쌓고 방어를 강화하는 등 장기전으로 대응하였다. 그러자 진나라 측에서는 "진나라가 가장 두려워 하는 것은 마복군 조사의 아들인 조괄(趙括)이 장수가 되는 것이다."라는 소문을 퍼뜨렸다. 이를 믿은 조 효성왕은 인상여 등의 반대에도 불구하고 염파를 파면하고 조사의 아들인 조괄(趙括)을 대신 파견하였다. 그러나 젊고 경험이 부족했던 조괄은 진나라의 왕흘 대신에 상장군이 되어 진나라 군대의 지휘를 맡게 된 명장 백기(白起)의 계책에 속아넘어가 40일 가량이나 포위당하였다가 9월에 이르러 참패하여 전사하였고, 백기에게 항복한 조나라 군대의 40만에 달하는 장병들은 대부분이 생매장당하였다. 이를 장평대전이라 한다.

### 연나라와의 전쟁
기원전 251년(효성왕 15), 연나라(燕)의 연왕 희가 상국 율복(栗腹)을 보내 조나라와 동맹을 맺으려 하였다. 그런데 조나라에 다녀온 율복은 연왕 희에게 조나라가 아직 장평대전의 피해에서 벗어나지 못한 틈을 타서 이를 공격할 것을 권하였다. 이에 연왕 희가 율복과 경진(卿秦) 등을 보내 조나라를 침공하였다. 그러나 염파가 호(鄗)에서 연나라 군대를 크게 격파하여 율복을 죽였고, 악승 또한 대(代)에서 경진을 격파하여 포로로 잡았다. 《전국책》에서는 당시에 율복과 경진이 각기 40만 군사와 20만 군사를 거느리고 조나라를 침공하였으나, 염파와 악승이 각기 8만 군사와 5만 군사를 거느리고 연나라 군대를 크게 격파하였다고 하였다.
기원전 250년(효성왕 16), 염파는 반격을 가하여 연나라를 포위하였다. 이에 연왕 희가 성 5개를 떼어주며 화친을 청하자 조 효성왕이 이를 받아들였다. 이 전쟁으로 공로를 인정받은 염파는 위문(尉文)을 봉지로 받고 신평군(信平君)이란 작호를 받았으며 죽은 평원군(平原君)을 대신하여 상국(相國)의 대리로 임명되었다.
한편 염파가 장평에서 파면당하는 바람에 실각한채 고향으로 돌아가자 그의 객(客)들이 모두 떠나버렸다. 염파가 다시 장군으로 등용되자 떠났던 객들이 다시 찾아왔는데, 염파는 화가 나서 이들을 모두 돌려보내려 하였다. 그러자 한 객이 이와 같이 말했다고 한다. "장군께서는 어찌 그렇게 생각이 어리석으십니까? 지금 세상은 시장에서 물건을 사고 팔 듯 교제합니다. 장군께 권세가 있으면 우리는 장군을 따르고, 권세가 없으면 떠나는 것입니다. 이는 당연한 이치인데 이를 어찌 섭섭하게 여겨 원망하십니까?"
기원전 248년(효성왕 18), 상국 신평군 염파는 연릉(延陵)의 균(鈞)과 함께 위나라를 도와 연나라를 공격하였다.

### 망명과 말년
기원전 245년(효성왕 21), 염파는 위나라를 공격하여 번양(繁陽, 지금의 하북성 내황현)을 빼앗았다. 그 직후에 조나라에서는 조 효성왕이 죽고 조 도양왕이 즉위하였다. 도양왕은 염파를 장군직에서 파면시키고 그 자리를 악승으로 대신하였다. 분노한 염파는 후임으로 온 악승을 공격하였고, 악승은 달아났다. 이후 염파의 말년은 《사기》 권81 염파인상여열전에 전해진다.
이 일로 인하여 염파는 위나라로 망명하여 그 도읍인 대량(大梁)에 머물렀다. 염파는 오랫동안 위나라에 머물렀으나 위나라 측에서는 그를 믿거나 기용하려 하지 않았다. 한편 조나라는 진나라와 전쟁을 계속하고 있었기 때문에 조 도양왕은 다시 염파를 불러올 생각을 하였고, 염파 또한 조나라로 돌아가고 싶어 했다. 때문에 도양왕은 사람을 보내 염파가 아직 쓸모가 있는지 살펴보게 하였다. 그런데 염파와 사이가 좋지 않았던  곽개(郭開)가 사신에게 뇌물을 주고 염파를 모함하도록 하였다.
사신을 만난 염파는 그 앞에서 밥 한 말과 고기 열 근을 먹고는 갑옷을 입고 말에 뛰어오르는 모습을 보여주며 아직 자신이 쓸만 하다는 것을 보여주었다. 그러나 곽개에게 매수된 사신은 조나라로 돌아가서 "염 장군은 비록 늙었지만 밥은 잘 먹었습니다. 그러나 신과 같이 앉아 있는 동안 세 번이나 오줌을 지렸습니다."라 하였다. 이 말을 들은 도양왕은 염파가 늙었다고 생각하여 그를 부르지 않았다.
이후 초나라(楚)에서 몰래 사람을 보내 염파를 맞아들였다. 염파는 초나라의 장수가 되었으나 그 곳에서도 공을 세우지 못했다. 이에 염파는 "나는 조나라 군사를 지휘하고 싶다."고 했다고 한다. 염파는 결국 조나라로 돌아가지 못한채 초나라 수춘(壽春)에서 죽었다. 그가 죽은 시기는 정확히 알 수 없다.

## 평가
- 전한 시대의 역사가 사마천은 《사기》에서 조나라 말기에 활약했던 명장들인 염파 · 인상여 · 조사 · 이목 등의 열전을 함께 묶어서 구성하였다. 이들의 열전은 《사기》 권81 염파인상여열전에 수록되었다. 여기서 염파는 "양장(良將)", 즉 "뛰어난 장수"라 평가되었다.
- 남조 시대의 문인 주흥사는 《천자문》에서 "기전파목(起翦頗牧) 용군최정(用軍最精)"이라 하였는데, 이는 곧 전국시대에 백기 · 왕전 · 염파 · 이목 등이 군사를 가장 잘 부렸다는 뜻이다.
- 북송 시대의 문인 소자유는 《소자고사(蘇子古史)》에서 염파를 높이 평가하여 "국가의 주춧돌"이라 하였다.